# Borealosuchus

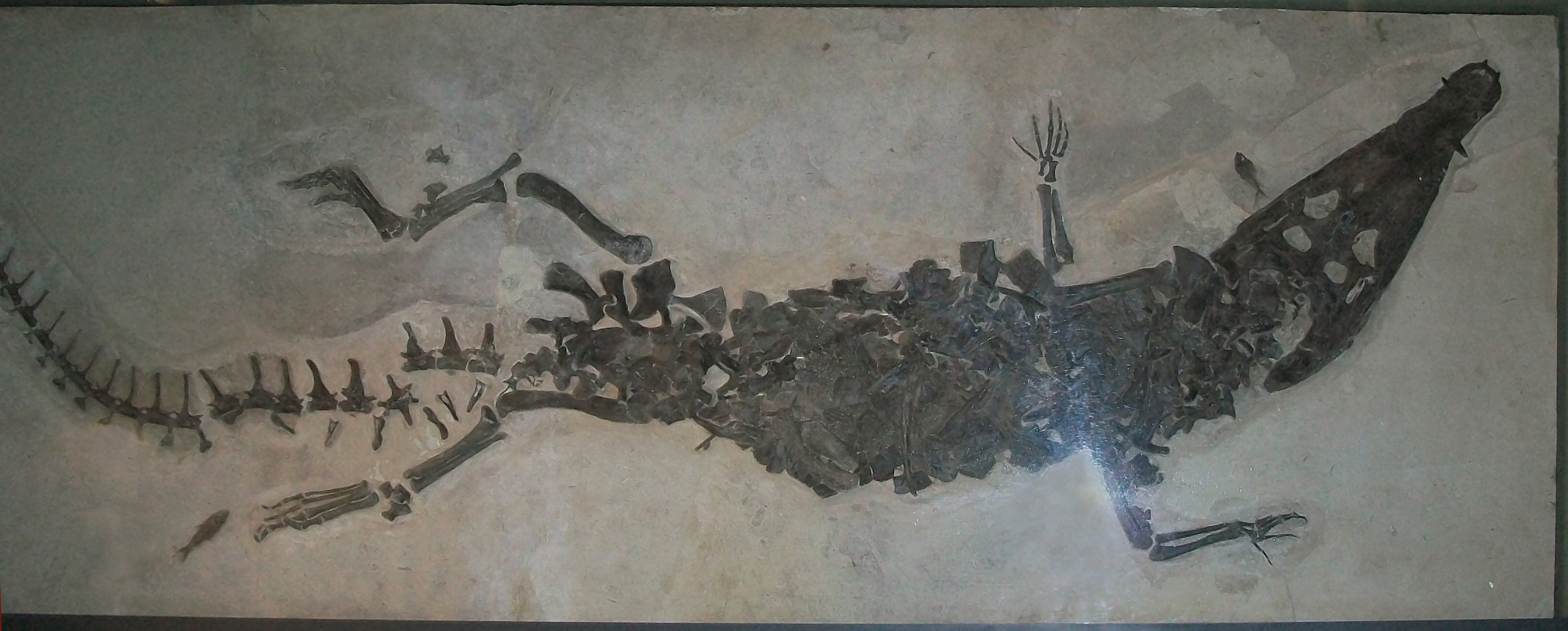
Esqueleto de B. wilsoni en el Museo Field de Historia Natural.

Borealosuchus es un género extinto de crocodiliano que vivió desde el Cretácico Superior al Eoceno en Norteamérica. Fue nombrado por Chris Brochu en 1997 para varias especies que habían sido asignadas a Leidyosuchus. Las especies asignadas son:
B. sternbergi, la especie tipo, del Maastrichtiense (Cretácico Superior) de Colorado, Montana, Dakota del Norte, Dakota del Sur y Wyoming; B. acutidentatus, del Paleoceno de Saskatchewan; B. formidabilis, del Paleoceno de Dakota del Norte y Wyoming; B. griffithi, del Paleoceno de Alberta; y B. wilsoni, del Eoceno de Wyoming. B. formidabilis es particularmente bien conocido, representado por restos de varios individuos del sitio Wannagan Creek en Dakota del Norte.

## Clasificación

### Especies
Actualmente se reconocen seis especies de Borealosuchus. En orden de denominación, dichas especies son B. sternbergi, B. actutidentatus, B. wilsoni, B. formidabilis, B. griffithi y B. threeensis. Cuatro de estas especies (B. sternbergi, B. actutidentatus, B. wilsoni y B. formidabilis) fueron originalmente clasificadas como especies de Leidyosuchus.
Una sexta de especie de Borealosuchus, B. threeensis, fue nombrada en 2012. Los fósiles de esta especie fueron hallados en Inversand Company Marl Pit en Gloucester County, Nueva Jersey. El nombre de la especie se deriva del inglés three, "tres", en referencia a la Salida 3 de New Jersey Turnpike, la cual es la autopista más cercana que sale a la localidad tipo de la especie. Los autores del artículo en que se describe a B. threeensis notaron que el nombre es "en referencia a la pregunta que cada residente de Nueva Jersey se encuentra cuando viaja: '¿Oh, usted es de Nueva Jersey? ¿cuál es la salida?'".

### Filogenia
Abajo se encuentra un cladograma realizado por Brochu et al. (2012) mostrando las relaciones filogenéticas de las especies de Borealosuchus:
|  | B. formidabilis†                                                                                    |
|  | |
|  | \| \| B. actutidentatus† \| \| \| \| \| \| B. threeensis† \| \| \| \| \| \| B. wilsoni† \| \| \| \| |
|  | |
|  | B. actutidentatus†                                                                                  |
|  | |
|  | B. threeensis†                                                                                      |
|  | |
|  | B. wilsoni†                                                                                         |
|  | |

|  | B. actutidentatus† |
|  |                    |
|  | B. threeensis†     |
|  |                    |
|  | B. wilsoni†        |
|  |                    |

|  | B. formidabilis†                                                                                    |
|  | |
|  | \| \| B. actutidentatus† \| \| \| \| \| \| B. threeensis† \| \| \| \| \| \| B. wilsoni† \| \| \| \| |
|  | |
|  | B. actutidentatus†                                                                                  |
|  | |
|  | B. threeensis†                                                                                      |
|  | |
|  | B. wilsoni†                                                                                         |
|  | |

|  | B. actutidentatus† |
|  |                    |
|  | B. threeensis†     |
|  |                    |
|  | B. wilsoni†        |
|  |                    |

| Alligatoroidea | \| \| Diplocynodontinae† \| \| \| \| \| \| Globidonta \| \| \| \| |
|                | \| \| Diplocynodontinae† \| \| \| \| \| \| Globidonta \| \| \| \| |
|                | Crocodyloidea                                                     |
|                |                                                                   |
|                | Diplocynodontinae†                                                |
|                |                                                                   |
|                | Globidonta                                                        |
|                |                                                                   |

|  | Diplocynodontinae† |
|  |                    |
|  | Globidonta         |
|  |                    |

| Alligatoroidea | \| \| Diplocynodontinae† \| \| \| \| \| \| Globidonta \| \| \| \| |
|                | \| \| Diplocynodontinae† \| \| \| \| \| \| Globidonta \| \| \| \| |
|                | Crocodyloidea                                                     |
|                |                                                                   |
|                | Diplocynodontinae†                                                |
|                |                                                                   |
|                | Globidonta                                                        |
|                |                                                                   |

|  | Diplocynodontinae† |
|  |                    |
|  | Globidonta         |
|  |                    |

|  | B. formidabilis†                                                                                    |
|  | |
|  | \| \| B. actutidentatus† \| \| \| \| \| \| B. threeensis† \| \| \| \| \| \| B. wilsoni† \| \| \| \| |
|  | |
|  | B. actutidentatus†                                                                                  |
|  | |
|  | B. threeensis†                                                                                      |
|  | |
|  | B. wilsoni†                                                                                         |
|  | |

|  | B. actutidentatus† |
|  |                    |
|  | B. threeensis†     |
|  |                    |
|  | B. wilsoni†        |
|  |                    |

|  | B. formidabilis†                                                                                    |
|  | |
|  | \| \| B. actutidentatus† \| \| \| \| \| \| B. threeensis† \| \| \| \| \| \| B. wilsoni† \| \| \| \| |
|  | |
|  | B. actutidentatus†                                                                                  |
|  | |
|  | B. threeensis†                                                                                      |
|  | |
|  | B. wilsoni†                                                                                         |
|  | |

|  | B. actutidentatus† |
|  |                    |
|  | B. threeensis†     |
|  |                    |
|  | B. wilsoni†        |
|  |                    |

| Alligatoroidea | \| \| Diplocynodontinae† \| \| \| \| \| \| Globidonta \| \| \| \| |
|                | \| \| Diplocynodontinae† \| \| \| \| \| \| Globidonta \| \| \| \| |
|                | Crocodyloidea                                                     |
|                |                                                                   |
|                | Diplocynodontinae†                                                |
|                |                                                                   |
|                | Globidonta                                                        |
|                |                                                                   |

|  | Diplocynodontinae† |
|  |                    |
|  | Globidonta         |
|  |                    |

| Alligatoroidea | \| \| Diplocynodontinae† \| \| \| \| \| \| Globidonta \| \| \| \| |
|                | \| \| Diplocynodontinae† \| \| \| \| \| \| Globidonta \| \| \| \| |
|                | Crocodyloidea                                                     |
|                |                                                                   |
|                | Diplocynodontinae†                                                |
|                |                                                                   |
|                | Globidonta                                                        |
|                |                                                                   |

|  | Diplocynodontinae† |
|  |                    |
|  | Globidonta         |
|  |                    |